# HvA Volleybal
Hogeschool van Amsterdam Volleybal – holenderski męski klub siatkarski z Amsterdamu, założony 11 lipca 2005 roku.
Klub powstał jako wspólny projekt Holenderskiego Związku Piłki siatkowej (hol. Nederlandse Volleybal Bond) i Hogeschool van Amsterdam, którego zadaniem jest kształcenie nowych talentów. W każdym sezonie do klubu przychodzi co najmniej trzech młodych zawodników zauważonych przez związek. Na koniec sezonu natomiast zawodnicy, którzy wyróżnili się najbardziej przechodzą do innych klubów A-League, w tym co najmniej jeden zostaje powołany do reprezentacji Holandii.

## Rozgrywki krajowe
| Sezon     | Rozgrywki | Miejsce |
| --------- | --------- | ------- |
| 2007/2008 | A-League  | 7.      |
| 2009/2010 | A-League  | 2.      |

## Kadra w sezonie 2009/2010
| Numer | Imię i nazwisko         | Narodowość | Data urodzenia | Wzrost (cm) | Pozycja      |
| 1     | Gijs Jorna              | Holandia   | 30.05.1989     | 197         | libero       |
| 2     | Thomas Koelewijn        | Holandia   | 18.12.1988     | 206         | środkowy     |
| 3     | Daan van Haarlem        | Holandia   | 15.03.1989     | 198         | rozgrywający |
| 4     | Stefan Taanman          | Holandia   | 31.12.1987     | 200         | przyjmujący  |
| 5     | Freek Michel            | Holandia   | 14.01.1987     | 205         | przyjmujący  |
| 6     | Ryan Anselma            | Holandia   | 12.01.1989     | 200         | środkowy     |
| 7     | Ewoud Gommans           | Holandia   | 17.11.1990     | 200         | przyjmujący  |
| 8     | Frank Lubberts          | Holandia   | 08.11.1990     | 186         | rozgrywający |
| 9     | Brian Schouren          | Holandia   | 23.11.1990     | 205         | atakujący    |
| 10    | Tijmen Laane            | Holandia   | 02.02.1988     | 205         | przyjmujący  |
| 11    | Robin Overbeeke         | Holandia   | 21.03.1989     | 198         | atakujący    |
| 12    | Sebastiaan van Bemmelen | Holandia   | 18.08.1989     | 206         | środkowy     |